# Wiktor Kazancew
Wiktor Giermanowicz Kazancew (ros. Виктор Германович Казанцев, ur. 22 lutego 1946 w Kochanowie, zm. 14 września 2021 w Krasnodarze) – radziecki i rosyjski dowódca wojskowy, Bohater Federacji Rosyjskiej, generał armii.

## Życiorys
W latach 1956–1963 uczył się w Suworowskiej Szkole Wojskowej w Swierdłowsku, od 1963 służył w Armii Radzieckiej, w 1966 ukończył Leningradzką Ogólnowojskową Wyższą Szkołę Dowódczą, po czym został dowódcą plutonu w Zakaukaskim Okręgu Wojskowym. Później był dowódcą kompanii, zastępcą dowódcy i dowódcą batalionu w Zakaukaskim Okręgu Wojskowym, następnie szefem sztabu - zastępcą dowódcy pułku w Środkowoazjatyckim Okręgu Wojskowym. 
W 1979 ukończył Akademię Wojskową im. Frunzego, od sierpnia 1979 do 1985 służył w Centralnej Grupie Wojsk w Czechosłowacji jako dowódca pułku, 1981-1982 zastępca dowódcy i 1982-1985 dowódca dywizji, 1985-1987 studiował w Wojskowej Akademii Sztabu Generalnego Sił Zbrojnych ZSRR im. Woroszyłowa, po czym został I zastępcą dowódcy armii w Środkowoazjatyckim Okręgu Wojskowym. Później był dowódcą korpusu armijnego i zastępcą dowódcy wojsk Turkiestańskiego Okręgu Wojskowego i szefem grupy operacyjnej Ministerstwa Obrony ZSRR ds. Kazachstanu, 1991-1993 I zastępcą szefa sztabu Zabajkalskiego Okręgu Wojskowego, później zastępcą dowódcy wojsk tego okręgu ds. przygotowania wojskowego. Od kwietnia 1993 do lutego 1996 był szefem sztabu - I zastępcą dowódcy wojsk Zabajkalskiego Okręgu Wojskowego, od lutego 1996 I zastępcą dowódcy wojsk, a od 29 lipca 1997 do 18 maja 2000 dowódcą Północnokaukaskiego Okręgu Wojskowego, 17 sierpnia 1999 został dowódcą Połączonego Zgrupowania Wojsk Ministerstwa Obrony i Ministerstwa Spraw Wewnętrznych Federacji Rosyjskiej w rejonach botlichskim i cumadinskim Dagestanu, 22 lutego 2000 otrzymał stopień generała armii. Dowodził rosyjskimi operacjami wojskowymi w II wojnie czeczeńskiej i konflikcie w Dagestanie. 
Od 18 maja 2000 do 9 marca 2004 był pełnomocnym przedstawicielem prezydenta Federacji Rosyjskiej w Południowym Okręgu Federalnym, a 2004-2009 prorektorem Północnokaukaskiej Akademii Służby Państwowej. Mieszkał w Rostowie nad Donem, gdzie zajmował się biznesem. Otrzymał honorowe obywatelstwo Machaczkały (2000), Rostowa nad Donem (2000), Krasnodaru (2001), Stawropola (26 czerwca 2002) i Elisty (2003). Był kandydatem nauk pedagogicznych, a także nauk filozoficznych.

## Odznaczenia
- Bohater Federacji Rosyjskiej (4 grudnia 1999)
- Order „Za zasługi wojskowe”
- Order Czerwonej Gwiazdy
- Order „Za służbę Ojczyźnie w Siłach Zbrojnych ZSRR” II klasy
- Order „Za służbę Ojczyźnie w Siłach Zbrojnych ZSRR” III klasy
- Medal „Za zasługi bojowe”
- Order Przyjaźni (Osetia Południowa, 20 września 2010)

I medale.